# Sinsk
Sinsk (ros. Синск) – wieś w Rosji, w Jakucji, w ułusie changałaskim. W 2021 liczyła 808 mieszkańców.